# لياندرو سيمي
لياندرو سيمي (بالبرتغالية: Leandro Simi‏) هو لاعب كرة الصالات ‏ ولاعب كرة قدم برازيلي، ولد في 29 أكتوبر 1977 في ساو باولو في البرازيل. لعب مع نادي جوينفيل ونادي كورينثيانز.

## وصلات خارجية
- لياندرو سيمي على موقع الاتحاد الدولي (مؤرشف)  (الإنجليزية)